# Жилой дом В. Д. Шнырова
Жилой дом В. Д. Шнырова — выявленный памятник градостроительства и архитектуры в историческом центре Нижнего Новгорода. Построен в 1880-е годы. Автор проекта не установлен.
Здание является частью исторической застройки старинной Грузинской улицы. Представляет собой образец деревянной и каменно-деревянной архитектуры Нижнего Новгорода XIX — начала XX веков. Облик дома отражает взаимодействие архитектуры каменных зданий с региональными традициями деревянного зодчества. Богатый декор насыщен сочетанием классицистических элементов и разнообразных народных мотивов, выполненных в различных техниках резьбы по дереву.

## История
Грузинский переулок между Большой Покровской и Алексеевской улицами в Нижнем Новгороде начал формироваться с 1770 года. Его продолжением был старейший Болотов переулок (от Почаинского оврага до Большой Покровки). Название переулок получил в честь усадьбы знаменитого князя Георгия Александровича Грузинского — потомка грузинских царей. В советский период Грузинская улица несколько раз переименовывалась, пока в 1936 году не получила актуальное название с включением в её состав Болотова переулка. 
История городской усадьбы под номером 13 на Грузинской улице прослеживается с 1873 года. До этого года она принадлежала Авдотье Степановне Самсоновой, а после — крестьянину деревни Комарово Доскинской волости Нижегородской губернии Василию Дмитриевичу Шнырову. Он и возвёл на территории усадьбы в 1880-е годы каменные надворные службы с пристройками и надстройками и деревянный двухэтажный дом. Архивный чертёж фасада дома Шнырова в большой степени соответствует фасаду построенного дома, но как бы зеркально отражён от существующего дома. По чертежам лестничная клетка со входом располагалась слева, а в натуре вход был выполнен слева. Здание примыкало к брандмауэрной стене соседнего дома мещанина А. Л. Малова (№ 11).
В 1884 году домовладение значилось за гражданином Губиным, а домовладения №№ 4 и 6 — за Шныровым. С 1905 по 1918 год усадьбой владел Яков Васильевич Шныров.
В советский период в доме размещались две четырёхкомнатные квартиры. В настоящее время здание расселено.            

## Архитектура
Два дома №№ 11 и 13 по улице Грузинской образуют единый комплекс, главными северными фасадами формирующий историческую красную линию и входят в своеобразный ансамбль старинной улицы. Дом В. Д. Шнырова деревянный с кирпичным полуподвалом, прямоугольный в плане, перекрыт вальмовой кровлей. На главном фасаде расположены сдвоенные двери, над которыми установлено окно второго этажа с витражным остеклением. Экстерьер дома украшен деревянными элементами с резьбой: лопатками, имитирующими пилястры с горизонтальными профилированными поясками; наличниками с прямыми и лучковыми сандриками, фризы которых украшены резными орнаментами; боковыми подоконными досками; междуэтажным поясом с иониками; венчающим карнизом с сухариками и фигурными кронштейнами. 
Облик дома отражает взаимодействие архитектуры каменных зданий с региональными традициями деревянного зодчества. Богатый декор насыщен сочетанием классицистических элементов и разнообразных народных мотивов, выполненных в различных техниках резьбы по дереву. В резном декоре использованы следующие мотивы: ниспадающие стилизованные виноградные лозы (или ветви хмеля), цветочные и растительные мотивы, орнаменты из вьющихся ветвей, выполненные в технике сквозной резьбы.                                                   